# Och-Teatr

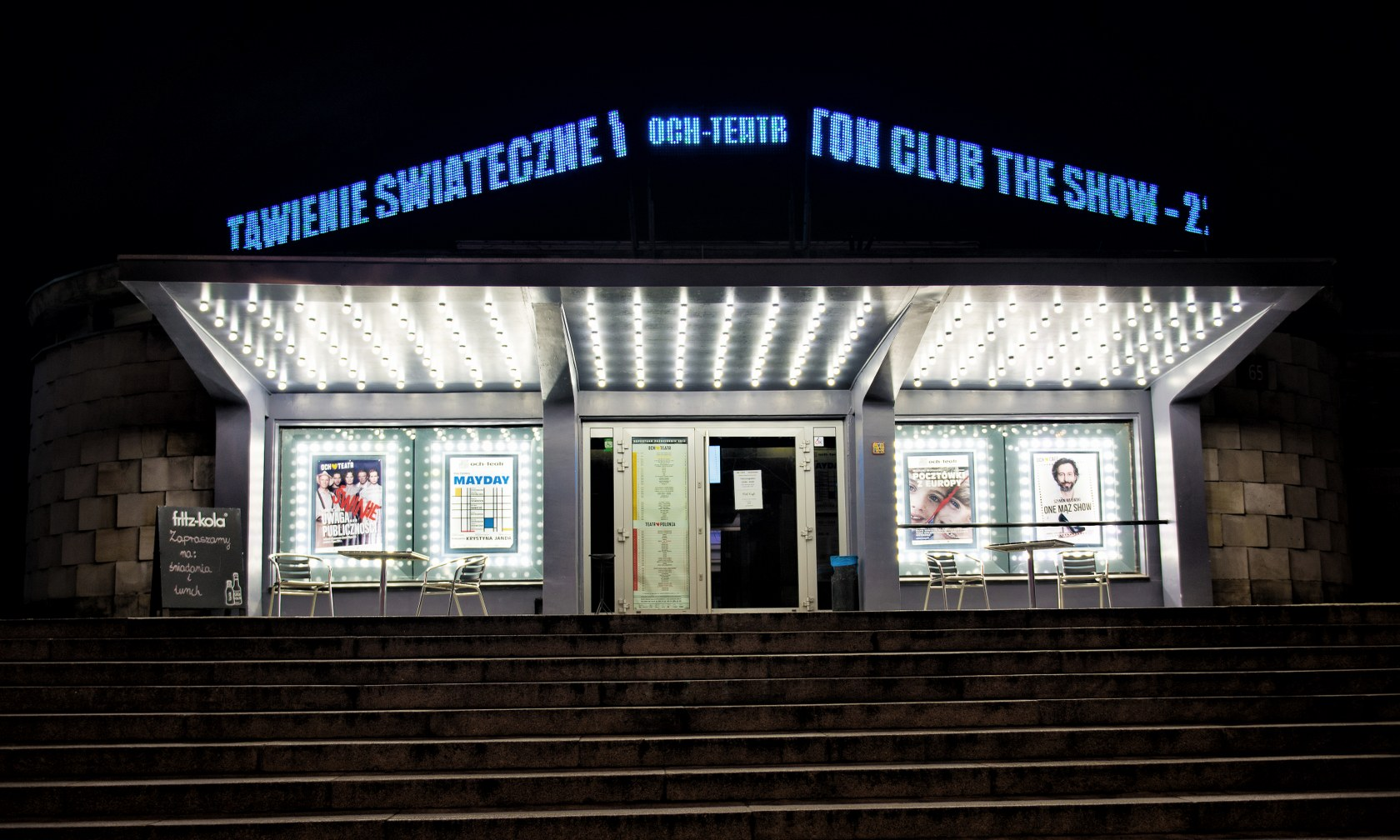
Siedziba Och-Teatru, wejście główne nocą

Och-Teatr – prywatny teatr dramatyczny znajdujący się przy ul. Grójeckiej 65 w Warszawie założony w 2010 przez Fundację Krystyny Jandy na rzecz Kultury.

## Opis
Teatr mieści się w budynku dawnego kina „Ochota” z 1949 roku, zaprojektowanym przez Mieczysława Piprka.
16 stycznia 2010 r. nastąpiło otwarcie Och-Teatru z 447 miejscami na widowni premierą Wassy Żeleznowej Maksyma Gorkiego. Teatr zaczął grać regularnie, przejął część repertuaru od Teatru „Polonia” oraz tworzył własny, kierując się także ku scenie muzycznej.
Odbyły się tu koncerty m.in. Marii Peszek, Ani Dąbrowskiej czy Kultu. 21 września 2013 r. premierą spektaklu Pierwsza Dama w reż. Grzegorza Warchoła zainaugurowana została nowa scena, Och-Cafe Teatr, mieszcząca się w kawiarni i holach teatru, z planami grania odmiennego od pozostałych scen repertuaru – repertuaru poruszającego problemy aktualne, społeczne. Co roku, latem, Och-Teatr zaprasza na darmowe spektakle plenerowe w swojej siedzibie przy ul. Grójeckiej 65.

## Pracownicy teatru
- Prezes Fundacji: Krystyna Janda
- Dyrektor Och-Teatru: Alicja Przerazińska

## Spektakle
Tytuły, które zrealizował Och-Teatr:
- Big Bang (2021)
- Dziewczyna z pociągu (2021)
- Oszuści (2020)
- Wspólnota mieszkaniowa (2020)
- Lily (2020)
- Huśtawka (2019)
- MaminSzymek (2019)
- Stowarzyszenie umarłych poetów (2019)
- Osy (2018)

- Bal manekinów (2018)
- Casa Valentina (2018)
- Dobry wojak Szwejk idzie na wojnę (2017)
- Pomoc domowa (2017)
- Udając ofiarę (2016)
- Nos (2016)
- Kto nas odwiedzi (2016)
- Chamlet – monolog parodysty (2016)
- Lekcje stepowania (2016)
- Szymon Majewski – Wieczór fOCHu (2015)
- Prapremiera dreszczowca (2015)
- Truciciel (2015)
- Maria Callas. Master Class (2015)
- Stosunki prawne (2014)
- Upadłe anioły (2014)
- Uwaga... Publiczność! (2014)
- One Mąż Show (2014)
- Miłość blondynki (2014)
- Przedstawienie świąteczne w szpitalu św. Andrzeja (2013)
- Alicja ♥ Alicja (2013)
- Romanca (2013)
- Pierwsza Dama (2013)
- Zemsta (2013)
- Mayday 2 (2013)
- Wąsy (2012)
- Mayday (2012)
- Trzeba zabić starszą Panią (2012)
- Pocztówki z Europy (2012)
- Czas nas uczy pogody (2011)
- W małym dworku (2011)
- The Rocky Horror Show (2011)
- Aaa zatrudnimy Clowna (2011)
- Zaświaty czyli czy pies ma duszę (2011)
- Biała bluzka (2010)
- Koza, albo kim jest Sylwia? (2010)
- Weekend z R. (2010)
- Kubuś Fatalista i jego pan (2010)
- Zielone Zoo (2010)
- Wassa Żeleznowa (2010)